# Sharon van Essen
Sharon van Essen (Veenendaal, 3 maart 1981) is een Nederlands voormalig wielrenster. Van Essen behaalde in haar carrière tweemaal de tweede plaats op het Nederlands kampioenschap wielrennen op de weg. Ze won verschillende internationale wedstrijden waaronder tweemaal een etappe in de RaboSter Zeeuwsche Eilanden.
In 2011 werd ze ploegleidster bij de vrouwenploeg Skil-koga.

## Belangrijkste overwinningen
2000
- 2e etappe RaboSter Zeeuwsche Eilanden

2001
- 2e etappe RaboSter Zeeuwsche Eilanden
- Sparkassen Giro Bochum

2008
- 1e in Dolmans Heuvelland Classic[1][2]